# ニッキー・バット
ニコラス・"ニッキー"・バット（Nicholas "Nicky" Butt, 1975年1月21日 - ）は、イングランド・マンチェスター・ゴートン出身の元同国代表サッカー選手、現サッカー指導者。現役時代のポジションはMF（主に守備的ミッドフィールダー）。

## クラブ経歴
マンチェスター・ユナイテッドFCでは「Fergie's Fledglings（アレックス・ファーガソンの雛鳥）」として、特にデイヴィッド・ベッカム、ガリーとフィルのネヴィル兄弟、ポール・スコールズ、ライアン・ギグスと共に「Class of 92（92年組）」と呼ばれた選手の1人。1992年11月21日のオールダム・アスレティックFC戦でポール・インスとの交代でトップチームデビューすると、1994-95シーズンに公式戦合計35試合に出場しレギュラーの座を掴んだ。以降13年間で通算387試合に出場し、6度のリーグ優勝をはじめ数々のタイトル獲得に貢献した。
2004年1月にはトランスファーリクエストを提出するが、ファーガソンの希望により残留する。自身の故障やクラブが同年夏にリアム・ミラーを獲得したこともあり、7月29日にニューカッスル・ユナイテッドFCへ加入。移籍金は推定約250ポンドで、ガリー・スピードを放出したクラブと4年契約を締結した。マグパイズでの初年度は28試合に出場し1得点を記録する。
スコット・パーカーやエムレ・ベロゾールの加入もあり、2005-06シーズンはバーミンガム・シティFCへ期限付き移籍。2007-08シーズン以降3年間は再びニューカッスルでプレーし、アラン・シアラー引退後は主将も務めた。2008-09シーズンの結果クラブはチャンピオンシップへ降格となったが、アラン・スミスやケヴィン・ノーランらと共に残留し翌2009-10シーズンは2部で戦った。自身最後のシーズンは負傷に悩まされて出場機会が減少したが、クラブはチャンピオンシップで独走しリーグ優勝。1年でのプレミアリーグ復帰を見届けた後、現役引退を表明した。
2010年12月1日、香港1部の南華足球隊と3か月の短期契約を締結する。

## 代表経歴
グレン・ホドル監督によりイングランド代表に初招集され、1997年3月27の親善試合・メキシコ戦でスティーヴ・マクマナマンに代わって投入されデビューし2-0の勝利で飾った。

## 指導歴
2012年10月21日、マンチェスター・ユナイテッドFCのユースに指導者として帰還した。2014年4月23日にはライアン・ギグス暫定監督の下でトップチームのアシスタントコーチに就任する。
2016年2月16日より、ブライアン・マクレアーに代わりアカデミーの責任者を務める。2019年7月22日、オーレ・グンナー・スールシャール監督の下でスタッフが再編され、ファーストチームの育成部門のトップに就任する。
2021年3月24日、9年間指導者として所属したユナイテッドを退団することが発表された。

## 人物
イングランド8部リーグに所属するサルフォード・シティFCを92年組のメンバーと共に買収。8月には同メンバーでチームを組み親善試合を行った。
2019年4月16日に別居中の妻に対する暴行の疑いで逮捕されるが、翌年2月に証拠不十分により不起訴となった。

## 代表歴

### 出場大会
- イングランド代表
  - 2002 FIFAワールドカップ

### 試合数
- 国際Aマッチ 39試合 0得点（1997年-2004年）[13]

| イングランド代表 | 国際Aマッチ | 国際Aマッチ |
| 年               | 出場        | 得点        |
| ---------------- | ----------- | ----------- |
| 1997             | 4           | 0           |
| 1998             | 3           | 0           |
| 1999             | 1           | 0           |
| 2000             | 1           | 0           |
| 2001             | 6           | 0           |
| 2002             | 10          | 0           |
| 2003             | 6           | 0           |
| 2004             | 8           | 0           |
| 通算             | 39          | 0           |

## タイトル
クラブ
マンチェスター・ユナイテッド
- プレミアリーグ : 1995-96, 1996-97, 1998-99, 1999-00, 2000-01, 2002-03
- FAカップ : 1996, 1999, 2004
- FAコミュニティ・シールド : 1994, 1996, 1997, 2003
- UEFAチャンピオンズリーグ : 1998-99
- トヨタカップ : 1999

ニューカッスル・ユナイテッド
- フットボールリーグ・チャンピオンシップ : 2009-10
- UEFAインタートトカップ : 2006

南華足球隊
- HKFAリーグカップ（英語版）: 2010-11

U-18イングランド代表
- UEFA U-18欧州選手権 : 1993

個人
- マンチェスター・ユナイテッド・リザーブ年間最優秀選手 : 1993-94
- PFA年間ベストイレブン : 1997-98（プレミアリーグ）
- テレグラフ紙選出プレミアリーグベスト100